# Linagora
Linagora est un éditeur de logiciels libres français, fondé en juin 2000.

## Historique
La société Linagora est créée le 28 juin 2000. Son nom est une contraction des mots « Linux » et « Agora ».
En 2007, la société est retenue par l'Assemblée nationale pour fournir la partie logiciels des ordinateurs Linux autour du système d'exploitation Kubuntu, en remplacement de Microsoft Windows. Linagora revendique ensuite la place de leader français du logiciel libre par le chiffre d’affaires.
En 2015, le Premier ministre Manuel Valls attribue un financement de 10,7 millions d'euros puisés dans les investissements d'avenir, pour un programme de recherche destiné à faire émerger une nouvelle génération de plate-forme logicielle en open source, issue de l'offre de Linagora,.
En septembre 2016, Linagora lance pour l'Humanité le réseau social nommé La Cerise. Sous forme d'application, ce réseau a pour objectif « d'être une caisse de résonance pour les idées du journal » en offrant « un service et un outil [aux] lecteurs ainsi qu'à tous les citoyens qui se mobilisent sur des causes. Afin qu’ils puissent partager leur engagement, on a souhaité mettre en place un outil qui rassemble pétitions, discussions, agenda et contacts. »
En octobre 2016, la société remporte les deux marchés publics portant sur le support des logiciels libres dans quarante-deux ministères et autres entités administratives.
En mai 2019, Linagora organise, en présence du secrétaire d'État au numérique Cédric O, à l'occasion de la soirée de célébration de son 19e anniversaire, une collecte de fonds destinés à :
- la création d’un fonds permettant aux parents d’enfants polynésiens, hospitalisés en France, de les accompagner en métropole ;
- l’équipement des écoliers de classes primaires de moyens numériques (tablettes ou PC) ;
- la mise en place d’une école « OpenHackademy » en Polynésie qui permettra à des jeunes éloignés de l’emploi d’être formés aux métiers du numérique, et de trouver un travail[8],[9].

En décembre 2022, Linagora fait l'acquisition d'un bien particulier, longtemps appelé « Maison Rocher » puis « Maison Chocolat », située sur l'île Saint-Germain à Issy-les-Moulineaux. Rebaptisée « Villa Good Tech » par Linagora, cette réalisation primée de l'architecte Éric Daniel-Lacombe devient le nouveau siège social de Linagora qui s'y donne l'objectif de « proposer aux acteurs associatifs et aux entreprises la possibilité de se retrouver pour inventer les technologies qui contribuent à rendre le monde meilleur ».[source insuffisante]
En juillet 2023, Linagora lance la communauté OpenLLM France, regroupant à son lancement une vingtaine d'acteurs engagés sur la thématique de l'IA générative afin de développer un grand modèle de langage souverain et open source. Cette initiative comporte plus de quatre cents membres français début 2024 et annonce son extension à l'Europe en 2024.
En février 2024, le CNRS et Linagora signent un accord cadre pour consolider leur collaboration[source insuffisante].
En janvier 2025, Linagora sort Lucie, une intelligence artificielle open source et souveraine qui suscite des moqueries du fait de tests réalisés par des internautes sur une version non aboutie, non censurée et conçue à ce stade pour un usage scientifique et expérimental. La plate-forme divise, entre partisans de la prouesse technologique que représente la perspective d'une IA conversationnelle certes à ses débuts et basée sur un modèle très frugal et peu consommateur de données, et partisans de ce qui est qualifié de french bashing, en comparaison avec les intelligences artificielles américaines et chinoises.

### Acquisitions
La société rachète :
- en juillet 2007[17], la PME AliaSource située à Ramonville-Saint-Agne[18] ;
- en 2008, la société Netaktiv, un hébergeur Open Source membre du groupement d'intérêt économique Gitoyen, et annonce cet achat à l'occasion du salon Solutions Linux de 2008[19] ;
- en 2012, la société toulousaine EBM Websourcing, éditeur du logiciel libre et open source Petals Link, dont elle reprend le développement[20] ;
- en 2016, l'agence numérique Neoma Interactive, experte en UX design et en stratégie de communication numérique[21];
- en 2025 Cozy Cloud [22].

### Implantations

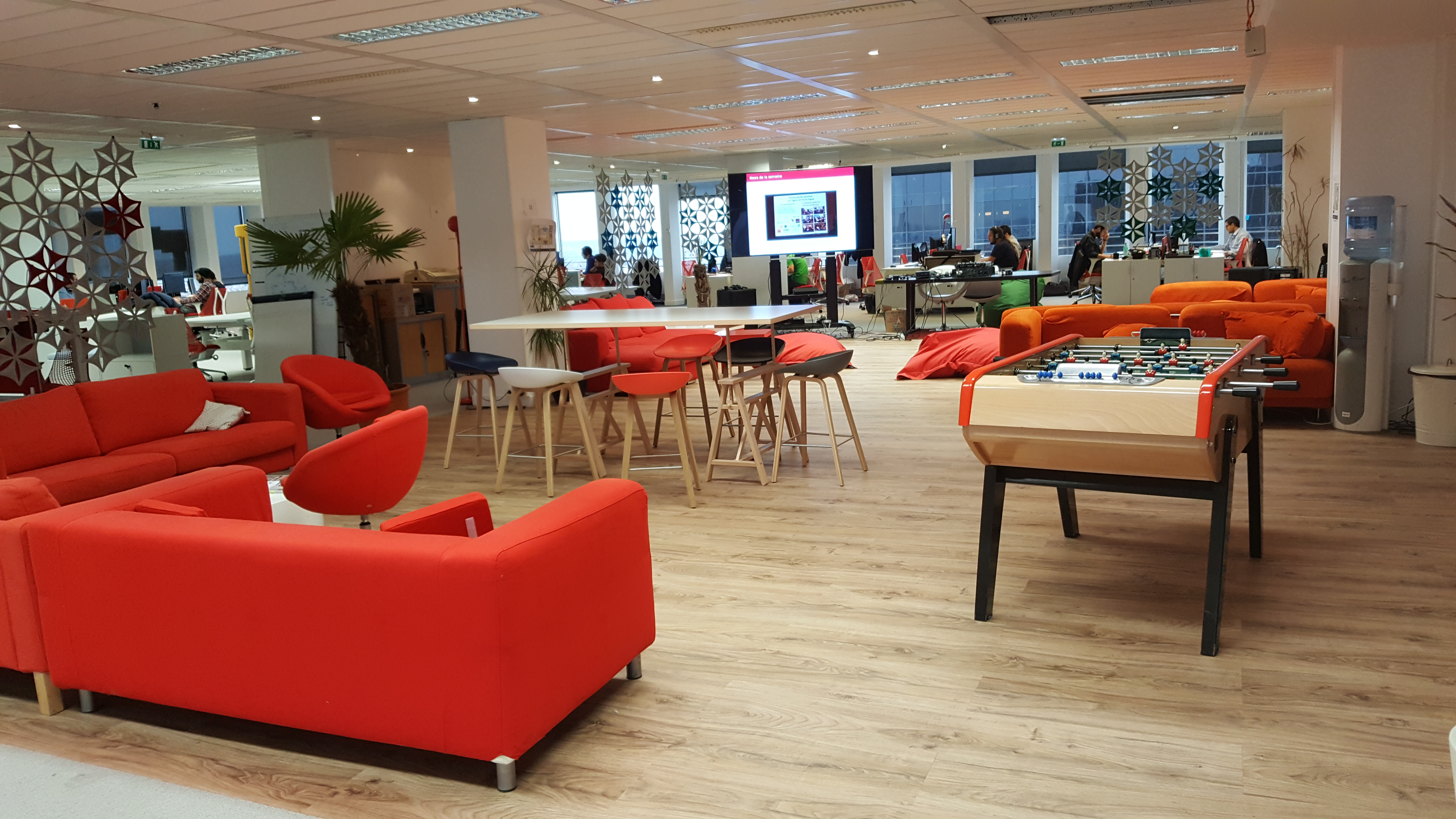
Le siège de Linagora à La Défense.

En 2017, le siège social de la société est situé à Issy-les-Moulineaux et l'entreprise dispose de filiales en France à Lyon, Toulouse et Marseille et à l'étranger à Bruxelles, à Montréal, au Vietnam et en Tunisie. En 2005, l'entreprise a tenté une implantation à Nantes.

## Domaines d'activité

### Produits logiciels

#### Twake Workplace
Parmi ses logiciels phares, Linagora développe Twake Workplace qui se place comme une solution libre par rapport à celles des GAFAM. Elle comprend notamment :
- Twake Mail, une messagerie basée sur le protocole JMAP et le serveur de courriel James de la fondation Apache dont Linagora assure la direction technique ;
- Twake Chat, une solution de communications instantanées pour entreprise développée sur le protocole Matrix et compatible avec la solution de chat de l’État français, Tchap ;
- Twake Drive, une plate-forme collaborative de travail en groupe grâce à OnlyOffice.

#### OpenPaaS
En 2018, le moteur de recherche Qwant annonce que son service de courriel Qwantmail sera conçu sur la base du produit OpenPaaS. En 2022, Qwant annonce avoir abandonné sont projet Qwant Mail.

#### LinTO
En 2017, Linagora initie son projet de réalisation d'un assistant vocal open source nommé LinTO,. Cet assistant vocal destiné aux réunions entreprises, qualifié de « GAFAM Free » a été présenté lors du CES 2018 à Las Vegas,.
Le framework vocal LinTO fut développé dans le cadre du projet de recherche éponyme financé par Bpifrance (instrument Grands Défis du Numérique).

### Services

#### L'OSSA (Open Source Software Assurance)
Linagora assure en 2012, à travers l'OSSA, le support des logiciels libres de 42 ministères et autres entités administratives.

## Contentieux

### Contentieux avec la société BlueMind
En 2012 naît un contentieux entre les sociétés BlueMind et Linagora. La deuxième accuse la première, notamment de contrefaçon (en copie de son logiciel OBM), de concurrence déloyale, ou encore de non-respect d'une clause de non-concurrence. Ainsi, plusieurs actions en justice sont engagées :

#### Par Linagora, pourcontrefaçonetconcurrence déloyaledevant letribunal judiciairedeBordeaux
Linagora accusait notamment les fondateurs de Bluemind d'avoir "enlevé les mentions de paternité" du logiciel OBM Sync "en connaissance de cause, afin de pouvoir prétendre qu'ils avaient développé la solution eux-mêmes.
Par un jugement du 21 juillet 2020, le tribunal judiciaire de Bordeaux condamne BlueMind pour concurrence déloyale et parasitisme, rejetant le grief tiré de la contrefaçon. La société doit alors verser près de 170 000 € à Linagora,.  En 2025 la Cour d'Appel de Bordeaux confirme qu'un logiciel libre est protégeable en France et condamne la société Blue Mind pour contrefaçon. La société Bluemind a été reconnue coupable d'avoir commis des actes de contrefaçon du module logiciel OBM-SYNC en effaçant volontairement la mention de paternité des sociétés Linagora. En outre, les juges de la cour d'appel confirment en partie le jugement initial de 2020, qui condamnait BlueMind pour pour concurrence déloyale au préjudice de Linagora. Il maintient les condamnations financières de première instance à hauteur de 196 000 euros, déjà perçue par Linagora en 2020.

#### Par Linagora, pour non-respect d'une garantie d'éviction lors d'une cession et violation d'une clause de non-concurrence devant letribunal de commerce de Paris
Dans un jugement du 23 novembre 2018, le tribunal de commerce de Paris déboute la société Linagora de son action contre deux ex-associés (Pierre Baudracco et Pierre Carlier qui ont démissionné en 2010 et ensuite fondé BlueMind) et la condamne à leur verser 20 000 € chacun en remboursement des frais engagés. Linagora leur reprochait d'avoir violé la garantie d'éviction qui lui était due (à la suite de la cession de leurs parts), notamment d'avoir « démarché et détourné sa clientèle, dénigré son logiciel OBM, capté parasitairement son savoir-faire intellectuel et industriel, de s’être approprié illicitement la technologie cédée à Linagora, d’avoir débauché des salariés, désorganisé la société et créé une société concurrente, BlueMind », ce à quoi le tribunal répond qu'aucun « élément comptable ou financier » n'est apporté permettant de prouver le trouble allégué. Ensuite, Linagora reprochait une violation de la clause de non-concurrence inscrite dans le pacte d'actionnaires, considérée comme illicite par les juges, « en raison de son absence de limitation géographique et de contrepartie financière »,.
Linagora fait appel de la décision et obtient gain de cause concernant le grief de violation de la garantie d'éviction, la cour d'appel de Paris, dans un arrêt du 1er décembre 2020, estimant que le trouble était justifié. Les deux ex-associés sont ainsi condamnés in solidum à verser un peu plus de 480 000 € à Linagora. Les juges confirment sur les autres points le jugement rendu en première instance,.
Pierre Baudracco et Pierre Carlier se pourvoient alors en cassation. Dans un arrêt du 10 novembre 2021, la Cour de cassation casse et annule le jugement rendu en appel, confirmant ainsi la non-violation de la garantie d'éviction, comme l'avaient estimé les premiers juges. L'affaire est renvoyée devant la cour d'appel de Paris autrement composée,,. Cette dernière rend un nouvel arrêt le 24 novembre 2022, dans lequel elle confirme la décision de cassation, estimant que la garantie d'éviction « qui doit nécessairement être limitée dans le temps pour ne pas contrevenir au principe à valeur constitutionnel de la liberté d’entreprendre » n'avait pas été violée,.
Le 24 novembre 2022, la cour d’appel de Paris déboute Linagora sur sa demande relative à la garantie légale d'éviction. À la suite de cette décision, la cour d’appel condamne la société d'Alexandre Zapolsky, président de Linagora, à verser à Pierre Baudracco et Pierre Carlier la somme de 20 000 euros chacun sur le fondement des dispositions de l’article 700 du code de procédure civile.
Le 6 novembre 2024, la cour de cassation rejette le pourvoi de la société Linagora.

#### Par BlueMind, pourdiffamationet injure publique devant letribunal correctionneldeToulouse
Par delà les accusations en justice, Linagora crée un site destiné à « la lutte contre les agissements de BlueMind » à l'adresse laveritesurbluemind.net. Les dirigeants de BlueMind, s'estimant diffamés et injuriés publiquement, engagent alors une procédure devant le tribunal correctionnel puis devant la cour d'appel de Toulouse, défavorables à Linagora et son dirigeant. Ces arrêts sont annulés par une décision de la Cour de cassation du 30 janvier 2024, car non correctement motivés et les parties renvoyées devant le tribunal.

### Condamnation pour licenciement nul et harcèlement moral
La cour d'appel de Versailles du 29 mars 2017 indique que « le harcèlement moral est établi, dit que le licenciement de M. X est nul, condamne la SA Linagora à payer à M. X les sommes suivantes : 22 000 euros à titre d’indemnité pour licenciement nul, 11 000 euros à titre d’indemnité compensatrice de préavis, 6 600 euros à titre d’indemnité légale de licenciement, 3 200 euros brut à titre de paiement de la mise à pied conservatoire, 3 000 euros à titre de dommages et intérêts au titre du harcèlement moral »,,. Cet arrêt cite les témoignages de plusieurs salariés évoquant la situation vécue au sein de l'entreprise.
Mediapart consacre un article aux pratiques managériales dans l'entreprise — entre 2008 et 2012 —, qualifiées de « brutales », sur la foi de témoignages d'anciens salariés.